# تاوریرت
تاوریرت (به سکون ر دوم) یکی از شهرهای کشور مراکش است.
نام پیشین آن قصبه مولی اسماعیل بوده‌است.

## نگارخانه

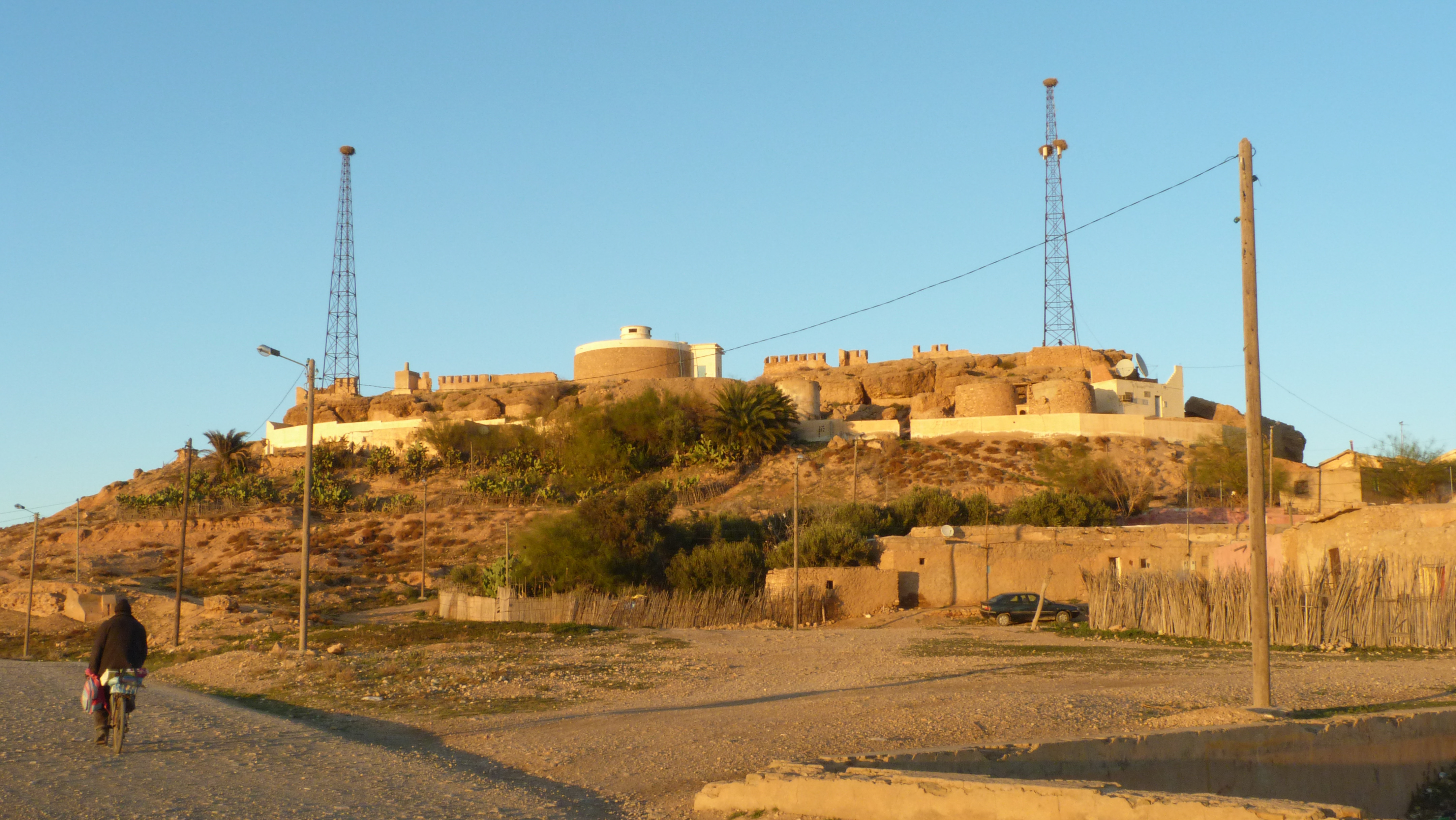
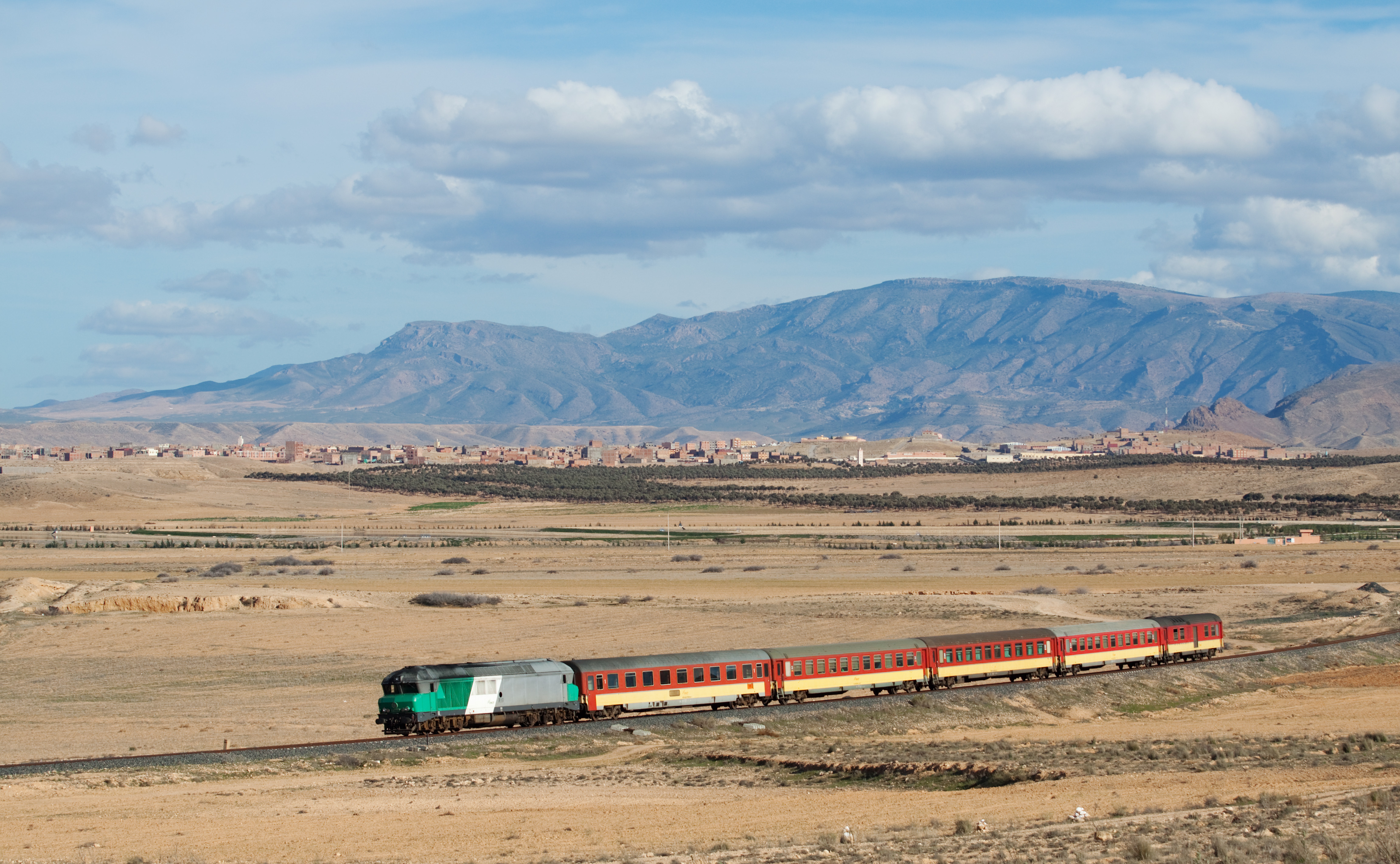
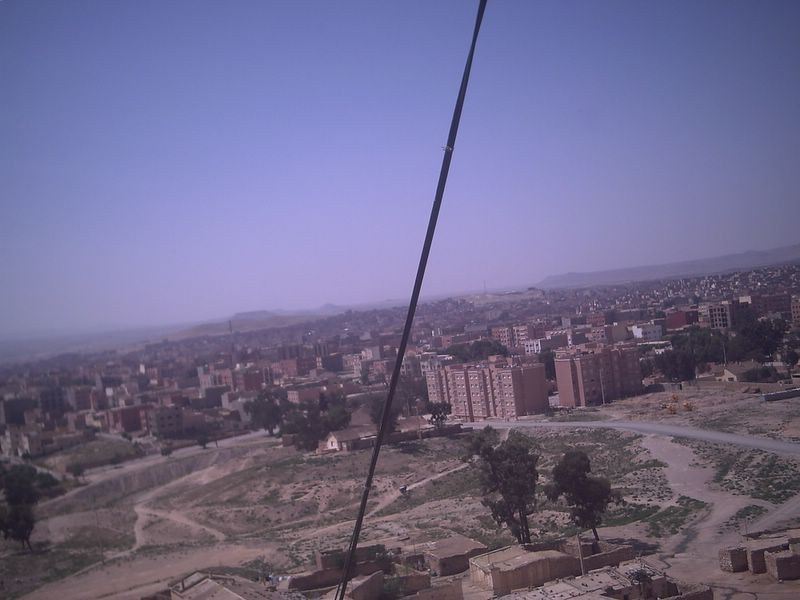
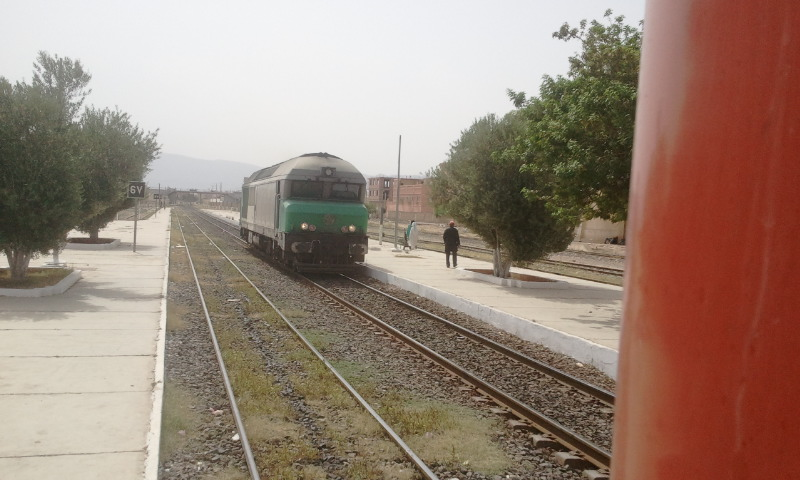